# 栂尾祥雲
栂尾 祥雲（とがのお しょううん、1881年9月30日 - 1953年5月27日）は、真言宗の僧、仏教学者。
香川県三野郡吉津村（現・三豊市）の宮本伝蔵の三男。幼名は伊半太。1891年仁尾村（現・三豊市仁尾町）の不動護国寺栂尾本元について得度、養子となって祥雲と名のる。真言宗連合高等中学卒。1910年高野山大学講師、1921年ヨーロッパ、インドに学ぶ。1924年帰国、高野山大学教授。1945年学長。1947年高野山密教研究所長。

## 著書
- 『常用諸経典和解』六大新報社 1914
- 『真言宗綱要』六大新報社 1918
- 『曼荼羅乃研究』高野山大学出版部 1927
- 『理趣経の研究』高野山大学出版部 1930
- 『秘密仏教史』高野山大学出版部 1933／隆文館・現代仏教名著全集、1977、新版1982
- 『金剛頂経概説』東方書院 日本宗教講座 1934
- 『秘密事相の研究』高野山大学出版部 1935
- 『真言宗安心読本』古義真言宗務所学務部 教学文書 1938
- 『密教思想と生活』高野山大学出版部 1939
- 『生きぬく宗教』高野山大學出版部 1948
- 『真言宗読本 教義篇』高野山出版社 1948
- 『真言宗読本 宗史篇』高野山出版社 1948
- 『密教教理概説』高野山出版社 1948
- 『真言宗読本 実修篇』高野山出版社 1949
- 『栂尾全集』密教文化研究所 1958-1959
- 『栂尾コレクション顕密典籍文書集成』全12巻+別巻１ 平河出版社、1981
- 『栂尾祥雲全集』全6巻・別巻5 高野山大学密教文化研究所編、臨川書店、1982、別巻1983-1989
  - 第1巻 秘密仏教史 新版1996
  - 第2巻 秘密事相の研究
  - 第3巻 密教思想と生活
  - 第4巻 曼荼羅の研究
  - 第5巻 理趣経の研究
  - 第6巻 日本密教学道史
  - 別巻 遺稿・論文集 全5冊。栂尾祥瑞編
- 『弘法大師の教義概観』栂尾祥瑞編 臨川書店 1983
- 『弘法大師の宗教 生きぬく宗教』栂尾祥瑞編 臨川書店 1983
- 『栂尾祥雲遺稿集 聞書編 巻第1』高野山出版社 2002

### 共著・訳著
- 『般若理趣経 梵蔵漢対照』泉芳璟共編 智山勧学院 1917
- 『現代語の祕藏寶鑰と解説』譯著 高野山出版社 1949
- 『現代語の十巻章と解説』訳著 高野山出版社 1975

## 論文
- Cinii

## 注
1. ↑  日本大百科全書
2. ↑  日本人名大辞典